# Йохан Ернст фон дер Шуленбург
Йохан Ернст фон дер Шуленбург (на немски: Johann Ernst Graf fon der Schulenburg; * 1659; † 1732) е граф от „Черната линия“ на благородническия род фон дер Шуленбург.

## Произход
Той е вторият син на граф Даниел II фон дер Шуленбург (1613 – 1692) и втората му съпруга Анна Доротея Шпехт († 1672). Баща му се жени трети път за 1674 г. за Мария Гертруда Кроп († 1683) и четвърти път за Анна Катарина фон Льовенщайн.
Внук е на граф Йоахим VI фон дер Шуленбург († 1622). По-малък брат е на Кристоф Херман фон дер Шуленбург (1657 – 1709) и полубрат на Даниел фон дер Шуленбург († сл. 1692) и Хайнрих Кристоф фон дер Шуленбург (1647 – 1712).

## Фамилия
Йохан Ернст фон дер Шуленбург се жени за Клара Маргарета Бодемайер († 1734). Те имат 13 деца:
- Катарина Мария фон дер Шуленбург (1687 – 1696)
- Кристиан Кристоф фон дер Шуленбург (1688 – 1748), женен за Доротея Модеста фон Шьонебек (* ок. 1690; † 1740); имат две дъщери
- Даниел Левин фон дер Шуленбург (1690 – 1752), женен за Елизабет Анна фон Шьонебек (1693 – 1751); имат 4 деца
- Елизабет Доротея Кристиана фон дер Шуленбург (1692 – 1732), омъжена за Готфрид Фридеберт фон Хаберкорн
- Филип Ернст Йохан фон дер Шуленбург (1694 – 1722)
- Анна Доротея фон дер Шуленбург (1696 – 1697)
- Йохан Лудвиг Юлиус фон дер Шуленбург (1697 – 1743), женен за Елеонора фон Лютцов († 1745); имат 7 деца
- Рудолф Август фон дер Шуленбург (1699 – 1700)
- Антон Улрих фон дер Шуленбург (1701 – 1779), женен за Агнес Ердмута Хенриета фон Драндорф († сл. 1783); имат 3 деца
- Анна Розина фон дер Шуленбург (1702 – 1761), омъжена за Йохан Балтазар фон Илов
- дете фон дер Шуленбург († 1704)
- Мария Елеонора Магдалена фон дер Шуленбург (* 1706), омъжена I. за Ернст Кристиан фон Илов, II. 1735 г. за Захариас фон Хобе
- Хайнрих Кристиан фон дер Шуленбург († 1707)